# 荒屋新町站
荒屋新町站（日语：／ Arayashimmachi eki */?）是位於岩手縣八幡平市荒屋新町182番5號，東日本旅客鐵道（JR東日本）的花輪線車站。
此站為八幡平市北部、安代地區（前岩手郡安代町）中心車站。

## 歷史
- 1927年（昭和2年）10月30日：鐵道省赤坂田站至此站之間開通，此站啟用。當時車站位於二戶郡荒澤村（日语：荒沢村）。此站設置了盛岡機車車廠和荒屋新町宿舍。
- 1951年（昭和26年）4月1日：在車站設置盛岡客貨車區荒屋新町派出所。
- 1956年（昭和31年）3月15日：盛岡客貨車區荒屋新町派出所廢止。
- 1961年（昭和36年）2月15日：此站設置花輪線管理所，管理花輪線各車站。
- 1969年（昭和44年）2月10日：花輪線管理所廢止，設置盛岡機關區荒屋新町分區（後來也廢止）。
- 1973年（昭和48年）3月31日：終止貨物起卸業務。
- 1987年（昭和62年）4月1日：伴隨國鐵分割民營化，車站由東日本旅客鐵道（JR東日本）營運。
- 1999年（平成11年）12月4日：成為業務委託車站[1]。取消荒屋新町站長，由大更站長管理[1]。
- 2018年（平成30年）6月1日：隨著大更站改為業務委託車站，此站改由盛岡站管理。

## 車站構造
車站是一座地面車站，設有1面1線的單式月台和1面2線的島式月台，共設有2面3線，此站可進行列車交會。
此站是由盛岡站管理的業務委託車站，委托了JR東日本東北綜合服務負責車站業務。在早上和晚間沒有車站職員當值。車站大樓內設有綠色窗口和簡易自動售票機。

### 月台
| 月台 | 路線    | 上下行 | 方向               |
| ---- | ------- | ------ | ------------------ |
| 1    | ■花輪線 | 下行   | 鹿角花輪、大館方向 |
| 2・3 | ■花輪線 | 上行   | 大更、盛岡方向     |

參考
- 1號月台在好摩一方設有出發信號機，因此列車可在1號月台進行折返。
- 此站夜間設有列車以此站為終點站，第二天早上設有列車從此站出發。由於現時此站沒有夜間停泊用的設備，因此有以下安排：
  - 於晚上8時時段，從盛岡站開往此站的下行尾班列車（到達時間在晚上10時前），當到達此站後會以不載客列車身份前往鹿角花輪站停泊，直至翌日早上5時時段執行從鹿角花輪站出發的上行首班列車。
  - 在早上6時時段，從此站出發前往盛岡方向的列車，在從鹿角花輪站以不載客列車前往此站。
- 在2015年（平成27年）3月13日時間表修正前，設有從此站出發前往鹿角花輪、大館方向的下行首班列車。該列車會在早上4時時段從盛岡站出發，並在此站開始上落客。在翌日14日的時間表修正中，該列車的荒屋新町站-鹿角花輪站之間的的服務。

在車站內設有前盛岡機關區荒屋新町分區的扇形車廠與轉車盤，主要在冬季時使用。另外，在該處設置了紀念板。

## 使用狀況
根據「JR東日本」的資料，在2019年度（令和元年度）1日平均乘車人次為46人。
以下列出近年乘車人次變化：
| 年度               | 1日平均 乘車人次 | 參考資料        |
| ------------------ | ---------------- | --------------- |
| 2000年（平成12年） | 141              | [ 利用客数 2 ]  |
| 2001年（平成13年） | 134              | [ 利用客数 3 ]  |
| 2002年（平成14年） | 124              | [ 利用客数 4 ]  |
| 2003年（平成15年） | 104              | [ 利用客数 5 ]  |
| 2004年（平成16年） | 95               | [ 利用客数 6 ]  |
| 2005年（平成17年） | 91               | [ 利用客数 7 ]  |
| 2006年（平成18年） | 87               | [ 利用客数 8 ]  |
| 2007年（平成19年） | 70               | [ 利用客数 9 ]  |
| 2008年（平成20年） | 68               | [ 利用客数 10 ] |
| 2009年（平成21年） | 75               | [ 利用客数 11 ] |
| 2010年（平成22年） | 76               | [ 利用客数 12 ] |
| 2011年（平成23年） | 88               | [ 利用客数 13 ] |
| 2012年（平成24年） | 81               | [ 利用客数 14 ] |
| 2013年（平成25年） | 77               | [ 利用客数 15 ] |
| 2014年（平成26年） | 64               | [ 利用客数 16 ] |
| 2015年（平成27年） | 60               | [ 利用客数 17 ] |
| 2016年（平成28年） | 51               | [ 利用客数 18 ] |
| 2017年（平成29年） | 51               | [ 利用客数 19 ] |
| 2018年（平成30年） | 48               | [ 利用客数 20 ] |
| 2019年（令和元年） | 46               | [ 利用客数 1 ]  |

## 車站周邊
- 荒屋郵局
- 八幡平市政廳安代綜合分所（前安代町公所）
- 八幡平市博物館（日语：八幡平市博物館）
- 盛岡廣域消防局 八幡平消防署安代分署
- 東北自動車道 安代交匯處（日语：安代インターチェンジ）

## 巴士路線
- 八幡平市社區巴士（安代地區）、二戶市社區巴士（淨法寺地區）
  - 淨法寺路線（日语：二戸市バス#浄法寺駅 - 荒屋新町駅線）（為JR巴士二戶線（日语：ジェイアールバス東北二戸営業所）部分區間的廢止代替路線）

※兩自治體聯營，早上由八幡平市，下午由二戶市運行[3]。
- 八幡平市社區巴士（安代地區）[3]
  - 安代地區 荒澤路線
    - 五日市·淺澤線：前往安代診所（分所）／前往淺澤地域
    - 橫間·曲田線：前往安代診所（分所）／前往橫間公民館
    - 細野·赤坂田線：前往安代診所（分所）／前往細野地域（小屋之畑站、赤坂田站方向）

※在2008年3月前，於巴士站設有JR巴士東北二戶本線。2018年3月前，於巴士站設有JR巴士超級遊〜湯〜號。

## 相鄰車站
東日本旅客鐵道（JR東日本）
■花輪線
小屋之畑－荒屋新町－橫間

## 注腳

### 使用狀況
1. 1 2  . 東日本旅客鉄道.   [2020-07-16]. （原始内容存档于2020-07-10） （日语）.
2. ↑  . 東日本旅客鉄道.   [2019-02-16]. （原始内容存档于2018-02-13） （日语）.
3. ↑  . 東日本旅客鉄道.   [2019-02-16]. （原始内容存档于2019-04-02） （日语）.
4. ↑  . 東日本旅客鉄道.   [2019-02-16]. （原始内容存档于2019-04-02） （日语）.
5. ↑  . 東日本旅客鉄道.   [2019-02-16]. （原始内容存档于2019-04-02） （日语）.
6. ↑  . 東日本旅客鉄道.   [2019-02-16]. （原始内容存档于2019-04-02） （日语）.
7. ↑  . 東日本旅客鉄道.   [2019-02-16]. （原始内容存档于2017-08-08） （日语）.
8. ↑  . 東日本旅客鉄道.   [2019-02-16]. （原始内容存档于2019-03-27） （日语）.
9. ↑  . 東日本旅客鉄道.   [2019-02-16]. （原始内容存档于2017-08-08） （日语）.
10. ↑  . 東日本旅客鉄道.   [2019-02-16]. （原始内容存档于2019-04-02） （日语）.
11. ↑  . 東日本旅客鉄道.   [2019-02-16]. （原始内容存档于2019-04-02） （日语）.
12. ↑  . 東日本旅客鉄道.   [2019-02-16]. （原始内容存档于2016-03-27） （日语）.
13. ↑  . 東日本旅客鉄道.   [2019-02-16]. （原始内容存档于2019-03-26） （日语）.
14. ↑  . 東日本旅客鉄道.   [2019-02-16]. （原始内容存档于2019-04-02） （日语）.
15. ↑  . 東日本旅客鉄道.   [2019-02-16]. （原始内容存档于2016-03-04） （日语）.
16. ↑  . 東日本旅客鉄道.   [2019-02-16]. （原始内容存档于2019-03-26） （日语）.
17. ↑  . 東日本旅客鉄道.   [2019-02-16]. （原始内容存档于2017-08-12） （日语）.
18. ↑  . 東日本旅客鉄道.   [2019-02-16]. （原始内容存档于2017-10-01） （日语）.
19. ↑  . 東日本旅客鉄道.   [2019-07-07]. （原始内容存档于2019-03-25） （日语）.
20. ↑  . 東日本旅客鉄道.   [2019-07-07]. （原始内容存档于2020-05-14） （日语）.

## 外部連結
- 車站資訊（荒屋新町）：東日本旅客鐵道（日語）